# سليم الحسيني
سليم الحسيني (1846 - 1908) هو رئيس بلدية القدس بين 1882 و 1897. وهو والد حسين الحسيني وموسى كاظم الحسيني اللذان شغلا كذلك منصب رئيس بلدية القدس.